# Guba Buor-Chaja
Guba Buor–Chaja (ros. Губа Буор-Хая) – zatoka Morza Łaptiewów u północnego wybrzeża azjatyckiej części Rosji. 
Na zachodzie ograniczona deltą Leny, na wschodzie oddzielona przylądkiem Buor-Chaja od Zatoki Jańskiej. Długość 120 km, szerokość u wejścia 110 km, głębokość do 18 m. Półdobowa amplituda pływów ok. 0,5 m. Przez większą część roku pokryta lodem.
Do zatoki uchodzi rzeka Omołoj; główne porty Tiksi i Bykowskij.